# Avenger 2.0 (Stargate SG-1)
Avenger 2.0 (Vengador 2.0) es el noveno episodio de la séptima temporada de la serie de televisión de ciencia ficción Stargate SG-1, y el episodio N.º 141 de toda la serie.

## Trama
El Dr. Felger y su asistente Chloe están trabajando en una cierta clase de arma de energía en el CSG. Él le está hablando sobre la vez que rescató al SG-1, cuando el Coronel O'Neill y la Mayor Carter aparecen. Felger les presenta su nueva arma, que podría usarse algún día en un X-303. Sin embargo, al realizar la prueba el arma se sobrecarga y causa un breve apagón en toda la base.
Más adelante, el General Hammond informa a Felger que debido a los pocos resultados producidos por sus trabajos, se ha reconsiderado su puesto en el SGC. Ante ello, Felger dice al General que ha estado trabajando en algo, y este le da 24 horas para presentar su creación.
Al rato, Felger habla con Chloe, quien le dice que él no puede crear algo en 24 horas, no obstante, Felger recuerda que tiene algo llamado "Vengador", y empieza a trabajar en ello.
Al día siguiente, Jay le presenta a Carter su idea de un virus de computadora capaz de provocar el caos en el sistema de Puertas. Ella se interesa en el proyecto, y decide no participar en una misión del SG-1 con los Jaffa.
Hammond aprueba la idea, y Carter se pone a trabajar junto a Felger en el virus. Tras varios días de simulaciones, deciden probarlo en un Portal en territorio de Ba'al, y esperar a que un espía Tok'ra les informe del resultado. Durante la espera, sin embargo, Hammond ordena contactarse con el SG-1, quienes no han hecho su reporte programado.
O’Neill entonces informa que no logran establecer conexión con la Tierra, ni con otro sitio. Mientras buscan la causa de este problema, un Tok'ra les informa de una serie de mal funcionamientos en la red de Portales. Carter luego, con nuevos datos, concluye que el virus accidentalmente inició un proceso de actualizaciones correlativas periódicas que compensan la deriva estelar.
El SGC entonces comienza a llamar de vuelta a todos sus equipos en misiones, pero varios de ellos no pueden volver porque sus Portales ya están fuera de línea, y ahora solo el SGC puede marcar afuera debido a que su DHD es diferente al resto. 
Después, o'Neill está reportando que la situación entre los Jaffa empeora debido a acusaciones de sabotaje, cuando un Al'kesh aparece y ataca, cortándose la comunicación.
En tanto, se informa que Baal ha comenzado a atacar a los otros Señores del Sistema debido a que posee la flota más grande. Intentando animar a Felger, Carter menciona un antiguo incidente producto de un error de ella, y eso da a Felger una idea, pero que al final no funciona.
Posteriormente, Felger se va de la base debido a la extrema presión. Carter lo encuentra luego en un puente, y lo convence de seguir intentando hallar una solución. Es así como pronto se les ocurre como encontrar y destruir el virus. Para ello, los 2 deciden ir al planeta donde mandaron el virus. Antes de irse, Chloe le da un beso a Felger.
Ya en el planeta, comienzan a trabajar de inmediato en el DHD. No obstante, Felger descubre que el virus fue alterado, y Carter concluye que quizás Baal fue el responsable, debido a que este fue el más beneficiado con lo sucedido. Felger entonces debe modificar su antivirus, pero pronto varios Jaffa aparecen y Carter debe enfrentarlos. Al poco tiempo, un Al'kesh llega súbitamente, pero comienza a dispararle a los Jaffa en tierra. Tras neutralizarlos, O'Neill y Teal'c luego bajan por los anillos y son saludados por un entusiástico Felger, quien después logra solucionar el problema. Tras ello, él y Carter regresan al SGC e informan a Hammond de lo sucedido.
Al final, Felger vuelve a tener uno de sus "singulares" sueños en el laboratorio, pero es despertado por Chloe.

## Artistas invitados
- Patrick McKenna como el Dr. Jay Felger.
- Jocelyne Loewen como Chloe.
- Gary Jones como Walter Harriman Davis.
- Paul Lazenby como Jaffa #1.[3]
- Terrance Leigh como Jaffa #2.[3]
- Jim Dunn como Jaffa #3.[3]
- Terrance Morris como Jaffa #4.[3]
- Christopher Sayour como Jaffa #5.[3]
- James Michalopoulos como Jaffa #6.[3]
- Tony Morelli como Jaffa #7.[3]
- Ron Robinson como Jaffa #8.[3]
- Chris Lozanski como Jaffa #9.[3]
- Sylvester Stuart como Jaffa #10.[3]